# 民族与民族主义 (期刊)
《民族与民族主义》（Nations and Nationalism）是一份1995年起发行的同行评审学术期刊，由威立为族群暨民族主义研究学会出版。该期刊每年出版4次，内容涵盖政治学、社会学和历史学等学科中关于民族国家和民族主义的研究。
根据2022年发布的期刊引证报告，《民族与民族主义》的影响因子为2.2，在40份族群研究类的期刊排名第9位、在101份历史学类的期刊排名第1位、在187份社会学类的期刊排名第72位、在149份政治学类的期刊排名第71位。

## 资料来源
1. ↑  . . Web of Science Social Sciences. Thomson Reuters. 2022.
2. ↑  . . Web of Science Social Sciences. Thomson Reuters. 2022.
3. ↑  . . Web of Science Social Sciences. Thomson Reuters. 2022.
4. ↑  . . Web of Science Social Sciences. Thomson Reuters. 2022.

## 外部连结
- 官方网站